# Far Cry 2
『Far Cry 2』（ファー クライ 2）は、ユービーアイソフト開発・発売のファーストパーソン・シューティングゲーム。日本語版がXbox 360とPlayStation 3より発売されている。また、日本語マニュアル付英語版がMicrosoft Windowsでイーフロンティアより発売されている。

## 概要
2008年、内戦状態にある中部アフリカ某国に傭兵が降り立つ。目的は戦争の元凶である武器商人「ジャッカル」の暗殺。しかし、そこで彼らを待ち受けていたのはジャッカルの罠と蔓延するマラリアだった。果たして主人公はジャッカルを見つけ出し、彼を倒すことができるのか…。
プレイヤーはサバンナやジャングル、砂漠など広大かつ多彩な地形を持つマップ(約50平方キロメートルと言われている)を縦横に移動しながら、各勢力の任務をこなしていく。大自然の中を野生動物が闊歩している一方、紛争で荒れた街や集落が各所にある。時間の経過によって朝から夜へ、時に強い風が木々を揺らし、突発的に雨が降るなど、時間や天候も再現されている。
ミッションの完遂方法はプレーヤーに委ねられており、この点でも自由度が高い。たとえば、正面からの銃撃戦だけでなく、敵の死角から奇襲をかけたり、遠距離から狙撃銃や迫撃砲で撃ったり、物陰に潜んでやり過ごすなど、様々な戦い方ができる。草木などに引火すると周囲一帯が火災を起こすので、これを利用した戦術も有効。火炎瓶を投げれば辺りは焼け野原と化す。また、マップ内には様々な乗り物も置かれており、これらも自由に使用することができる。

## 主人公
下記の9名から一人を選んでゲームを開始する。主人公以外のキャラクターはバディとして登場する。
マーティン・アレンカー
28歳。ブラジルサンパウロ出身でアメリカ合衆国に帰化。
元USMC隊員。
アンドレ・イッポリ
40歳。ハイチ出身。
国軍兵卒。退役後民兵組織に所属。
ハキム・エシェビー
38歳。アルジェリア人。
元海軍少佐。除隊後UAEで不動産ブローカー、海上運輸のセキュリティーコンサルタントを務めていた。
フランク・ビル・ダース
36歳。北アイルランド出身。
IRAで活動した後、モロッコ、イエメン、ケニアで密輸に関わっていた。
ウォーレン・クライト
フロリダ州にある警備会社を経て、ドミニカとエクアドルで要人警備を担当していた。
ヨシッブ・イドロメノ
48歳。コソボアルバニア系で旧ユーゴスラビアブリブレン出身。
元空挺隊員。軍事のベテランでゲリラ活動から貨物自動車の運転までこなすことが出来る。
ポール・フェレンク
34歳。ハンガリー出身、イスラエルに帰化。
元イスラエル国防軍伍長。
カルバニ・シン
45歳。モーリシャス出身。
セキュリティー・コーディネーター。
SMF副長、ケニアGSUの教官を経て、鉄道公安官や海賊取締官を経験。
シャヨン・バイ
24歳。中華人民共和国新疆ウイグル自治区出身。密輸や情報屋など様々な職業を経験した後傭兵になる。

## 登場人物
Reuben Oluwagembi（日本語版声優：三宅健太）
ナイジェリア出身のジャーナリスト。イギリスの新聞記者としてジャッカルを追っている。主人公に対して友好的で時々情報を提供してくれる。妻帯者。War Unlimitedというブログを公開している。
司祭
街にある教会にいる。主人公がマラリアの薬を入手する手助けをする。Reubenとは顔見知り。
Addi Mbantuwe
UFLLのリーダー。
Dr.　Lenon Gakumba
UFLLの北地区を統括する人物。
Joaquin Carbonell（日本語版声優：白熊寛嗣）
UFLLの副官の一人。
Major Oliver Tam bossa（日本語版声優：山野井仁）
APRのリーダーで元軍人。
Prosper kouassi
APRの若き幹部でギャングの元締め。
ジャッカル（日本語版声優：内田直哉）
武器商人でAPRとUFLLの双方に武器を売っている。ストーリー終盤では、主人公に対して、2つの選択を提案する。決して残忍な性格ではない模様。本名不詳の軍人とされていたが、前作の主人公であるジャック・カーヴァーであることが明かされた。

## 登場組織
APR（Alliance for People Resistance）
人民レジスタンス同盟。左翼グループ。国家警備隊の元メンバーにより構成されている。軍を率いていたMajor Oliver Tambossaがリーダーであり、ギャングの用心棒であるProsper Kouassiが支援している。
UFLL（The United Front for Liberation and Labor）
解放と労働のための統一戦線。資本主義思想の組織。第二次世界大戦後、ゲリラ残党により結成。指導者はAddi Mbantuwaと彼の支援者Dr.Leon Gakumbaである。

## 武器
メイン、サブ、特殊、山刀の4種類に分類され、それぞれ1つずつ、計4つの武器を同時に持てる。さらにグレネードと火炎瓶も使用可。持ち運べる弾数は限られており、弾切れしないよう逐次補給する必要がある。
メイン武器はアサルトライフル、ショットガン、スナイパーライフル。サブ武器はハンドガン、サブマシンガン、照明弾、爆薬(IED)。特殊武器はロケットランチャー、LMG(軽機関銃)、迫撃砲がある。
銃火器は使用するたびに耐久度が落ち、ジャム（排莢不良）を起こしやすくなっていき、それでも使い続けると暴発して使用不能となる。ジャムを解消するには数秒間かかるため、敵に隙を与えないためには別種類の武器に切り替えて応戦しなければならない。敵が落とした武器を拾って使用することもできるが、整備不良のためかジャムが起きやすい。
任務の報酬として得られるダイヤを使って新しい武器を購入することもできる。武器屋で購入した武器は耐久度が高く、ジャムを起こしにくい。1度購入すれば、武器屋の倉庫で何度でも新品に交換できる。また、武器屋や隠れ家にある収納ボックスには予備の武器をしまっておくことができる。武器屋では武器の性能や乗り物の修理能力を上げることができるマニュアルも売られている。
車や検問所に設置されている固定機銃も使用できる。持ち運びは出来ないが、弾数が無限でジャムも起こさない。ただし、連続して撃ち続けると銃身が過熱し、一時的に使用不能となる。

## ミッション
UFLL、APR、地下組織、携帯電話アンテナからミッションを受けることができる。報酬のダイヤはUFLLとAPRは前払い、地下組織や携帯アンテナでは任務完了後に支払われる。任務中の行動によって、国の情勢に変化を与えることができる。

## マラリア
主人公はマラリアにかかっており、一定時間が経過すると発作が起こる。発作中は視界が揺らいで変色して見づらくなり、攻撃もできなくなる。マラリアの薬を持っていれば、それを服用するとすぐ発作が止まる。薬の残量が無くなると誰かから貰う必要があり、発作を無視して薬を飲まないままでいると倒れて、街の特定地点へ戻されてしまう。

## バディ(仲間)
捕虜となっている人物を救出したり、協力を求めてくる人物を助けると、主人公の仲間（バディ）になってくれる。バディがいると、ライフが無くなった場合に救援に現れてくれたり、別の角度からのミッションの解決方法を提案してきたり、バディ専用ミッションを受けられるようになる。
バディは瀕死状態になると助けを求める発煙筒を焚いてその場に倒れる。プレイヤーは、治療して助ける・安楽死させる・見捨てるのどれかを選択することとなる。手当が間に合えば、バディは助かり以降も継続して主人公を援助してくれる。安楽死させたり見捨てたりすると、そのバディは二度と登場しなくなる。また、治療を試みてもオーバードースで死亡することもある。

## マップ
街、検問所、隠れ家、道路、密林、川、岩地、山、砂漠、サバンナなど、アフリカの多彩な地形がある。様々な場所にダイヤ入りケースが隠されている。ゲームを進行させていくと、武器商人ジャッカルの会話が録音されたテープを、見つけることができるようになる。ダイヤやテープが近くにあるとGPSに緑色のランプが点滅し、それを手掛かりに探すこととなる。GPS受信機のモデルはPrecision Lightweight GPS Receiver。草木がある場所で火がつくと、火事となって回りに燃え広がり、あとには平坦な焼け跡が残る。

## 乗り物
各地に停まっている乗り物は広大なマップを移動するために不可欠である。2ドア車、ジープ、バギー、トラック、船、グライダーがあり、自由に乗り降りできる。敵の攻撃などを受けると乗り物はダメージを受け、移動速度が遅くなる。ある程度ダメージを受けるとボンネットから黒煙が吹き出しエンジン性能が低下する。修理することで耐久度を回復させることができるが、耐久度が無くなるまでダメージを受けると、その乗り物は爆発して使用不能になる。また、ひっくり返ったり、溝にはまるなどして動けなくなった場合もその乗り物は使用できなくなる。
一部の車には車載武器があり、銃座につくことで攻撃が可能。また、敵をはねたり、意図的に爆破して爆発や炎に巻き込むといった使い方もできる。
バスに乗れば、ゲーム内時間はかなり経過してしまうが、一瞬で特定のバス停へ移動できる。敵の襲撃も受けず、移動の手間もかからず、移動後にはセーブもできるので、離れた場所へ移動するのに有効となる。

## マルチプレイヤー
Xbox LIVE（Xbox 360版）に接続して、他のプレイヤーと対戦することができる。様々なルール・マップ・条件を設定して対戦できる。最大16人で対戦可能。対戦をこなしていくと、XPと呼ばれる経験値が手に入り、一定のXPが溜まるとダイヤが手に入る。対戦で使用する武器は、ダイヤを使って入手できる。
デスマッチ
自分以外の全てのプレイヤーが敵となり倒した相手の数を競い合う。
チーム・デスマッチ
参加プレイヤー達が勢力APRとUFLLの2チームに分かれて倒した相手チームの数を競い合う。
ダイヤモンド・キャプチャー
APRとUFLLの2チームに分かれて相手チームの陣地に置かれているダイヤモンドを奪い自チームの陣地へ持ち帰る。他のFPSゲームに良くあるキャプチャー・ザ・フラッグと同じルール。
アップライジング
APRとUFLLの2チームに分かれて拠点A、B、Cの3つの拠点を占領し、その状態で相手チームの隊長を倒すと勝利する。なお拠点を占拠できるのは隊長にあたるプレイヤーのみ。
プレイ中に「隊長を変更する」に投票をし、プレイヤー過半数の賛成が得られれば隊長は他の誰かしらにランダムで変更される。この機能はゲームに慣れていないプレイヤーが自軍チームの隊長で、勝敗が危うい場合などに使われる場合も多い。

### マップコミュニティ
対戦用のマップを、マップエディタにて自分で自由に作成することができる。Xbox LIVE/PSNに接続すれば、自分が作成したマップをアップロードして他のユーザーに遊んでもらったり、他のユーザーが作成したマップをダウンロードして自分が遊べる。

### マップエディタ
用意された広大なマップ上の部分的な高さの調整をし山や谷を作ることができ、またマップ上の水位を調整して川や池などを作ることができ、風景の天候状態や時間帯を細かく設定できる。また新しいマップを制作し始める際に、自然環境生成システムを使用してエディットの基となるマップを自動的に木々が自然な配列に配置される森林や岩山や川辺などの自然らしい環境にすることができる。用意されたオブジェクトは、あらゆる建造物や車両・植物や家具など膨大な数におよぶ。また作ったゲームはマルチプレイの全てのルール（デスマッチ・チームデスマッチ・ダイヤモンドキャプチャー・アップライジング）に対応させることができる。

## 現地取材
- ゲーム開発チームは、2007年7月に12日間の日程で、ケニアとタンザニアのサバンナを訪れた。チームは、現地滞在中に100枚に及ぶ風景の撮影、音声の録画、現地の住民との会話を行った。また、タンザニアのセレンゲティ国立公園を訪問した。

## 日本語版
- 日本語と英語対応だが字幕機能はない。
- 日本でのプロモーション・キャッチコピーは「人はアフリカで野生に還る（かえる）！」で、舞台であるアフリカはオープンワールドとなっており自由に探索できる。ゲーム雑誌「週刊ファミ通」2008年12/5・12合併号にてシルバー殿堂入りとなった[2]。
- 初回購入特典にはタクティカルマップ（ゲーム内マップと登場武器や車両、そして簡単な攻略方法等が書いている）がついている。